# لوكاس بيريز غودوي
لوكاس بيريز غودوي (بالإسبانية: Lucas Pérez Godoy)‏ هو لاعب كرة قدم أرجنتيني، ولد في 30 يونيو 1993 في لوماس دي ثامورا في الأرجنتين. لعب مع كيلمس.

## وصلات خارجية
- لوكاس بيريز غودوي على موقع قاعدة بيانات كرة القدم.إي يو (الإنجليزية)
- لوكاس بيريز غودوي على موقع Soccerway.com (الإنجليزية)